# Elecciones municipales de 1995 en Madrid
Las elecciones municipales de 1995 se celebraron en Madrid el domingo 28 de mayo, de acuerdo con el Real Decreto de convocatoria de elecciones locales en España dispuesto el 3 de abril de 1995 y publicado en el Boletín Oficial del Estado el día 4 de abril. Se eligieron los 55 concejales del pleno del Ayuntamiento de Madrid mediante un sistema proporcional (método d'Hondt) con listas cerradas y un umbral electoral del 5 %.

## Resultados
Los resultados completos se detallan a continuación:
| Candidatura                                      | Candidatura                                      | Votos     | %                               | Concejales                      |
| ------------------------------------------------ | ------------------------------------------------ | --------- | ------------------------------- | ------------------------------- |
|                                                  | Partido Popular                                  | 945 634   | 52,71                           | 30                              |
|                                                  | Partido Socialista Obrero Español                | 499 435   | 27,84                           | 16                              |
|                                                  | Izquierda Unida (IU)                             | 279 090   | 15,56                           | 9                               |
| Los Verdes-Grupo Verde (LV-GV)                   | Los Verdes-Grupo Verde (LV-GV)                   | 13 013    | 0,73                            | 0                               |
| Plataforma de Independientes de España (PIE)     | Plataforma de Independientes de España (PIE)     | 11 734    | 0,65                            | 0                               |
| Los Verdes Alternativos (LVA)                    | Los Verdes Alternativos (LVA)                    | 6073      | 0,34                            | 0                               |
| Partido Regional Independiente Madrileño (PRIM)  | Partido Regional Independiente Madrileño (PRIM)  | 2228      | 0,12                            | 0                               |
| Plataforma Humanista (PH)                        | Plataforma Humanista (PH)                        | 1450      | 0,08                            | 0                               |
| Falange Española de las JONS                     | Falange Española de las JONS                     | 1244      | 0,07                            | 0                               |
| Partido Obrero Revolucionario                    | Partido Obrero Revolucionario                    | 1097      | 0,06                            | 0                               |
| Partido Revolucionario de los Trabajadores (PRT) | Partido Revolucionario de los Trabajadores (PRT) | 622       | 0,03                            | 0                               |
| Falange Española Independiente (FE(I))           | Falange Española Independiente (FE(I))           | 615       | 0,03                            | 0                               |
| Coalición Nuevo Partido Socialista (NPS)         | Coalición Nuevo Partido Socialista (NPS)         | 487       | 0,03                            | 0                               |
| Votos en blanco                                  | Votos en blanco                                  | 31 467    | 1,75                            | n/a                             |
| Votos válidos                                    | Votos válidos                                    | 1 794 189 | 100,00                          | 55                              |
| Votos nulos                                      | Votos nulos                                      | 7121      | Participación: \| \| 71,21 % \| | Participación: \| \| 71,21 % \| |
| Votantes                                         | Votantes                                         | 1 801 310 | Participación: \| \| 71,21 % \| | Participación: \| \| 71,21 % \| |
| Electores                                        | Electores                                        | 2 529 476 | Participación: \| \| 71,21 % \| | Participación: \| \| 71,21 % \| |
|                                                  | 71,21 %                                          |           |                                 |                                 |

## Concejales electos
Relación de concejales electos:
| N.ª | Nombre                                            | Lista | Lista |
| --- | ------------------------------------------------- | ----- | ----- |
| 1   | José María Álvarez del Manzano y López del Hierro |       | PP    |
| 2   | Juan Antonio Barranco Gallardo                    |       | PSOE  |
| 3   | Esperanza Aguirre Gil de Biedma                   |       | PP    |
| 4   | Ignacio del Río García de Sola                    |       | PP    |
| 5   | Juan Francisco Herrera de Elera                   |       | IU    |
| 6   | Enrique Tierno Pérez-Relaño                       |       | PSOE  |
| 7   | Mercedes de la Merced Monge                       |       | PP    |
| 8   | José Ignacio Echeverría Echániz                   |       | PP    |
| 9   | Ana María de Vicente-Tutor Guarnido               |       | PSOE  |
| 10  | Adriano García-Loygorri Ruiz                      |       | PP    |
| 11  | Gerardo del Val Cid                               |       | IU    |
| 12  | María Antonia Suárez Cuesta                       |       | PP    |
| 13  | José María de la Riva Amez                        |       | PSOE  |
| 14  | Juan Antonio Gómez-Angulo Rodríguez               |       | PP    |
| 15  | Carlos López Collado                              |       | PP    |
| 16  | Eugenio Morales Tomillo                           |       | PSOE  |
| 17  | Elena de Utrilla Palombi                          |       | PP    |
| 18  | María Luisa Castro Fonseca                        |       | IU    |
| 19  | Fernando López Amor García                        |       | PP    |
| 20  | María Pilar García Peña                           |       | PSOE  |
| 21  | Enrique Villoria Martínez                         |       | PP    |
| 22  | Simón Viñals Pérez                                |       | PP    |
| 23  | María Patrocinio las Heras Pinilla                |       | PSOE  |
| 24  | Franco González Blázquez                          |       | IU    |
| 25  | Pedro Bujidos Garay                               |       | PP    |
| 26  | Sigfrido Herráez Rodríguez                        |       | PP    |
| 27  | Leandro Crespo Valera                             |       | PSOE  |
| 28  | Miguel Ángel Araujo Serrano                       |       | PP    |
| 29  | Antonio Moreno Bravo                              |       | PP    |
| 30  | Bonifacio-Félix López-Rey Gómez                   |       | IU    |
| 31  | Francisco Garrido Hernández                       |       | PSOE  |
| 32  | José Ramón Pin Arboledas                          |       | PP    |
| 33  | Joaquín García Pontes                             |       | PSOE  |
| 34  | Alfredo Timermans del Olmo                        |       | PP    |
| 35  | José Antonio García Alarilla                      |       | PP    |
| 36  | Justo Calcerrada Bravo                            |       | IU    |
| 37  | Manuel García-Hierro Caraballo                    |       | PSOE  |
| 38  | Jorge Barbadillo Griñán                           |       | PP    |
| 39  | Alberto López Viejo                               |       | PP    |
| 40  | Rafael Merino López Brea                          |       | PSOE  |
| 41  | Beatriz María Lorriega Pisarik                    |       | PP    |
| 42  | Manuel Lindo Garrido                              |       | IU    |
| 43  | Luis Molina Parra                                 |       | PP    |
| 44  | Gabriel Fernández García                          |       | PSOE  |
| 45  | Clemente Torres Paloma                            |       | PP    |
| 46  | Javier Delgado Salas                              |       | PP    |
| 47  | Miguel Conejero Melchor                           |       | PSOE  |
| 48  | Carmen Torralba González                          |       | PP    |
| 49  | Julián Rebollo Cuéllar                            |       | IU    |
| 50  | Fernando Martínez Vidal                           |       | PP    |
| 51  | Ruth Porta Cantoni                                |       | PSOE  |
| 52  | Isaac Ramos Festa                                 |       | PP    |
| 53  | María Dolores Durán Ramos                         |       | PP    |
| 54  | Rafael Simancas Simancas                          |       | PSOE  |
| 55  | Nicasia de la Cruz Pérez                          |       | IU    |

## Investidura del alcalde
La ley electoral municipal española estableció una cláusula que declara que, si ningún candidato puede reunir una mayoría absoluta de votos de los concejales del pleno municipal para ser investido alcalde en la sesión constitutiva de la nueva corporación, el candidato de la lista más votada sería automáticamente elegido.
José María Álvarez del Manzano, cabeza de lista de la candidatura del Partido Popular, fue reinvestido alcalde de Madrid.